# 水野哲志
水野 哲志（みずの さとし、2005年12月6日 - ）は、日本の子役。テアトルアカデミー所属。

## 人物
2008年、2歳でデビュー。ぽっちゃりした体型を活かし、ドラマ、映画、広告など多数の作品に出演する。
趣味・特技は、ドラムや殺陣。

## 出演

### テレビドラマ
- ラスト・フレンズ（2008年、フジテレビ）
- ミエリーノ柏木 第2話（2013年1月18日、テレビ東京）[4]
- 警部補 矢部謙三2（2013年7月5日 - 8月30日、テレビ朝日） - マルオ 役
- 三匹のおっさんシリーズ（テレビ東京）
  - 三匹のおっさん2〜正義の味方、ふたたび!!〜 第1話・第8話（2014年1月17日・3月14日）
  - 三匹のおっさん3〜正義の味方、みたび!!〜 第6話（2017年2月24日） - 健太 役
- 私の嫌いな探偵 第4話（2014年2月7日、テレビ朝日）[4]
- 獣医さん、事件ですよ 第5話（2014年7月31日、日本テレビ）[4]
- グーグーだって猫である 第2話（2014年10月25日、WOWOW）[5]
- 深夜食堂3 第23話（2014年11月3日、MBSテレビ）
- 女はそれを許さない 第9話（2014年12月16日、TBSテレビ）
- REPLAY & DESTROY 第5話（2015年5月24日、MBSテレビ）[4]
- 恋仲（2015年、フジテレビ）
- 初森ベマーズ 第5話（2015年8月8日、テレビ東京）
- 偽装の夫婦（2015年10月7日 - 12月9日、日本テレビ） - 名波真 役
- 好きな人がいること（2016年、フジテレビ）
- ゆとりですがなにか（2016年4月17日 - 6月19日、日本テレビ） - 武藤 役
- グ・ラ・メ!〜総理の料理番〜 第3話（2016年8月5日、テレビ朝日）
- でぶせん 第1話・第6話（2016年8月20日・10月1日、日本テレビ） - 福島満/満子〈幼少期〉 役
- Chef〜三ツ星の給食〜（2016年10月13日 - 12月15日、フジテレビ） - 三浦英寿 役
- 勇者ヨシヒコと導かれし七人（2016年11月19日、テレビ東京） - 盗賊Dの子供 役
- 嘘の戦争（2017年1月10日 - 3月14日、フジテレビ） - 光也 役
- ぼくらの勇気 未満都市2017（2017年7月21日、日本テレビ）
- 警視庁いきもの係 第4話（2017年7月30日、フジテレビ）[4]
- FNS27時間テレビ にほんのれきし「僕の金ヶ崎」（2017年9月10日、フジテレビ） - 山本 役
- 刑事ゆがみ 第6話（2017年11月16日、フジテレビ）
- 赤ひげ 第4話（2017年11月24日、BSプレミアム）
- anone 第3話（2018年1月24日、日本テレビ）[4]
- Jr.選抜!標への道 第3回 熱血恋愛道2018「しし座のA型BOY」（2018年7月11日、日本テレビ） - 水野 役
- 神ノ牙-JINGA- 第7話（2018年11月22日、TOKYO MX） - 守緒 役
- 駐在刑事 第5話（2018年11月23日、テレビ東京）[4]
- ハケン占い師アタル 第9話（2019年3月14日、テレビ朝日） - 卒業生 役[6]
- 有村架純の撮休 第5話（2020年4月18日、WOWOWプライム） - 沢田 役
- タリオ 復讐代行の2人 第6話（2020年11月13日、NHK総合） - 土屋英樹 役
- 青のSP―学校内警察・嶋田隆平―（2021年1月12日 - 3月16日、関西テレビ・フジテレビ） - 向井大 役[7]
- 24時間テレビ ドラマスペシャル『生徒が人生をやり直せる学校』（2021年8月21日、日本テレビ） - 安倍哲志 役[8]
- 宙わたる教室（2024年10月8日 - 、NHK総合） - 三嶋慎一 役
- なんで私が神説教（2025年4月12日 - 6月14日、日本テレビ） - 青木大和 役[9]

### 映画
- トリック劇場版 ラストステージ（2014年1月11日、東宝）
- KIDS=ZERO キッズ＝ゼロ（2014年10月18日公開、娯楽TV、監督：須上和泰） - 普通科C組生徒 役[10]
- HK 変態仮面 アブノーマル・クライシス（2016年5月14日公開、東映、監督：福田雄一） - パンツ少年 役
- バニラボーイ トゥモロー・イズ・アナザー・デイ（2016年9月3日公開、クロックワークス、監督：根本和政）
- 泣き虫しょったんの奇跡（2018年9月7日公開、東京テアトル、監督：豊田利晃） - タケシ 役
- WE ARE LITTLE ZOMBIES（2019年6月14日公開、日活、監督：長久允） - イシ（石新八） 役[2]

### バラエティほか
- ほんとにあった怖い話（フジテレビ） - ほん怖クラブ
  - 夏の特別編2013（2013年8月17日）
  - 夏の特別編2016（2016年8月20日）
- くりぃむZONE（2019年1月1日、テレビ朝日）

### 舞台
- 点描の絆（2018年10月4日 - 8日、シアターKASSAI、作・演出：久間勝彦）[11]

### CM・スチール
- 永谷園 煮込みラーメン「遠藤関と豆力士」篇（2014年）
- 江崎グリコ「カプリコ」（2016年）
- 富士急行「ぐりんぱ-Grinpa- かっぱ大作戦」（2016年）